# Tharra nakatai
Tharra nakatai är en insektsart som beskrevs av Nielson 1975. Tharra nakatai ingår i släktet Tharra och familjen dvärgstritar. Inga underarter finns listade i Catalogue of Life.